# Anelosimus vondrona
Anelosimus vondrona là một loài nhện trong họ Theridiidae.
Loài này thuộc chi Anelosimus. Anelosimus vondrona được miêu tả năm 2005 bởi Agnarsson & Kuntner.